# 6584 Людекпешек
6584 Людекпешек (6584 Ludekpesek) — астероїд головного поясу, відкритий 31 березня 1984 року.
Тіссеранів параметр щодо Юпітера — 3,600.
Названий на честь чеського художника та письменника-фантаста Людека Пешека.